# كأس بطولة كأس الأمم الإفريقية
كأس بطولة كأس الأمم الأفريقية هو كأس ذهبي يُكافأ به الفائز ببطولة كأس الأمم الأفريقية. قُدِّم حتّى الآن 3 كؤوس مختلفة للفائزين بالبطولة منذ بدايتها عام 1957 وهم: كأس عبد العزيز عبد الله سالم من عام 1957 إلى عام 1987، سميت الجهات المانحة ورئيس الاتحاد الأفريقي لكرة القدم الأولى، عبد العزيز عبد الله سالم المصري وإحتفظ بها المنتخب الغاني بعد فوزه بها 3 مرات سنوات 1963، 1965، 1978. الكأس الثانية وهي كأس الوحدة الأفريقية. أعطيت من قبل المجلس الأعلى للرياضة في أفريقيا الاتحاد الأفريقي لكرة القدم قبل البطولة واستعملت من عام 1980 إلى عام 2000 وإحتفظ بها المنتخب الكاميروني بعد فوزه بها 3 مرات سنوات 1984، 1988، 2000. والكأس الحالية تسمى كأس الأمم الأفريقية (على اسم البطولة الرسمي) وبدأ إستعمالها منذ 2001 رغم أن المنتخب المصري فاز بها 3 مرات متتالية أعوام 2006، 2008، 2010 إلا أن الاتحاد الأفريقي لكرة القدم قدم للاتحاد المصري نسخة متماثلة كاملة للاحتفاظ بها ولم يتغير شكل الكأس الرسمي. كما يحق للمنتخبات الفائزة باللقب وضع نجمة حسب عدد مرات الفوز فوق شعار الفريق على القمصان.

## كأس البطولة

### كأس عبد العزيز عبد الله سالم 1957–1978
الكأس الأصلية، مصنوعة من الفضة، وكان عبد العزيز عبد الله سالم الكأس، سميت الجهات المانحة ورئيس الاتحاد الأفريقي لكرة القدم الأولى، عبد العزيز عبد الله سالم المصري. كان سالم المسؤول عن الاتحاد الأفريقي لكرة القدم لعام واحد فقط (1957-1958)، ولكن هو شخصية هامة في تاريخ كرة القدم الأفريقية كممثل الأولى أفريقيا لكرة القدم. وقدم الكأس من الفضة ويشبه في الشكل الكأس للفائزين من كأس رابطة المحترفين الإنجليزية. وكانت مصر أول دولة رفع الكأس في عام 1957 ودافعت عنها في عام 1959 باسم الجمهورية العربية المتحدة، لكنها كانت غانا التي اخذت الكأس بشكل دائم كأول الفائز ثلاث مرات في عام 1978 (1963، 1965 و 1978). وكانت إثيوبيا والسودان والكونغو وزائير والمغرب بعض الفرق الأخرى لرفع الكأس.

#### الحاصلون على كأس عبد العزيز عبد الله سالم
- غانا – 1963، 1965، 1978
- مصر – 1957، 1959
- جمهورية الكونغو الديمقراطية – 1968، 1974
- إثيوبيا – 1962
- السودان – 1970
- الكونغو – 1972
- المغرب – 1976

### كأس الوحدة الأفريقية 1980–2000

كأس الوحدة الأفريقية إتخذت من 1980 إلى 2001

كأس الوحدة الأفريقية حصل على الكأس الثانية 1980-2000، وكان اسمه «كأس الوحدة الأفريقية». أعطيت من قبل المجلس الأعلى للرياضة في أفريقيا الاتحاد الأفريقي لكرة القدم قبل البطولة عام 1980، وكان قطعة اسطوانية مع الحلقات الأولمبية على خريطة القارة. الخوض في طبعة عام 2000 من البطولة، ثلاث دول - وكانت مصر والكاميرون ونيجيريا رفع الكأس الوحدة الأفريقية كل مرتينز واجهت نيجيريا والكاميرون كل منهما الآخر في المباراة النهائية، وأنه في حاجة إلى ركلات الترجيح لتحديد أصحاب الكأس الدائم لهذه الجائزة مع الكاميرون نيجيريا يتجه لرفع الكأس للمرة الثالثة.

#### الحاصلون على كأس الوحدة الأفريقية
- الكاميرون – 1984، 1988، 2000
- نيجيريا – 1980، 1994
- مصر – 1986، 1998
- غانا – 1982
- الجزائر – 1990
- ساحل العاج – 1992
- جنوب إفريقيا – 1996

### كأس الأمم الأفريقية منذ 2002

كأس الأمم الأفريقية إتخذت منذ 2002

كأس الأمم الأفريقية في عام 2001، تم الكشف عن الكأس الثالثة، فنجان مطلية بالذهب من تصميم وصنع في إيطاليا. الكاميرون، وأصحاب الدائمين في الكأس السابقة، كانت أول دولة تمنح الكأس الجديد بعد أن فازت في طبعة 2002. أصبحت مصر أول فريق يفوز بكأس أحدث ثلاث مرات (وفعلوا ذلك ثلاث مرات على التوالي). خلافا الفائزين السابقين لم تحتفظ مصر بالكأس وقدمت لمصر نسخة متماثلة كاملة للاحتفاظ بها. يحصل الفائزون للمرة الأولى والثانية عادةً على نسخة طبق الأصل أصغر حجمًا لخزائن الجوائز الخاصة بهم.

#### الحاصلون على كأس الأمم الأفريقية
- مصر – 2006، 2008، 2010
- الكاميرون – 2002، 2017
- تونس – 2004
- زامبيا – 2012
- نيجيريا – 2013
- ساحل العاج – 2015
- الجزائر – 2019
- السنغال – 2021

## معرض الصور

لاعبو المنتخب المصري يرفعون كأس الأمم الأفريقية إثر تتويج المنتخب المصري باللقب للمرة الخامسة في 2006.
رياض البوعزيزي (يمين) وخالد بدرة (يسار) يرفعان كأس الأمم الأفريقية إثر تتويج المنتخب التونسي باللقب لأول مرة في 2004.
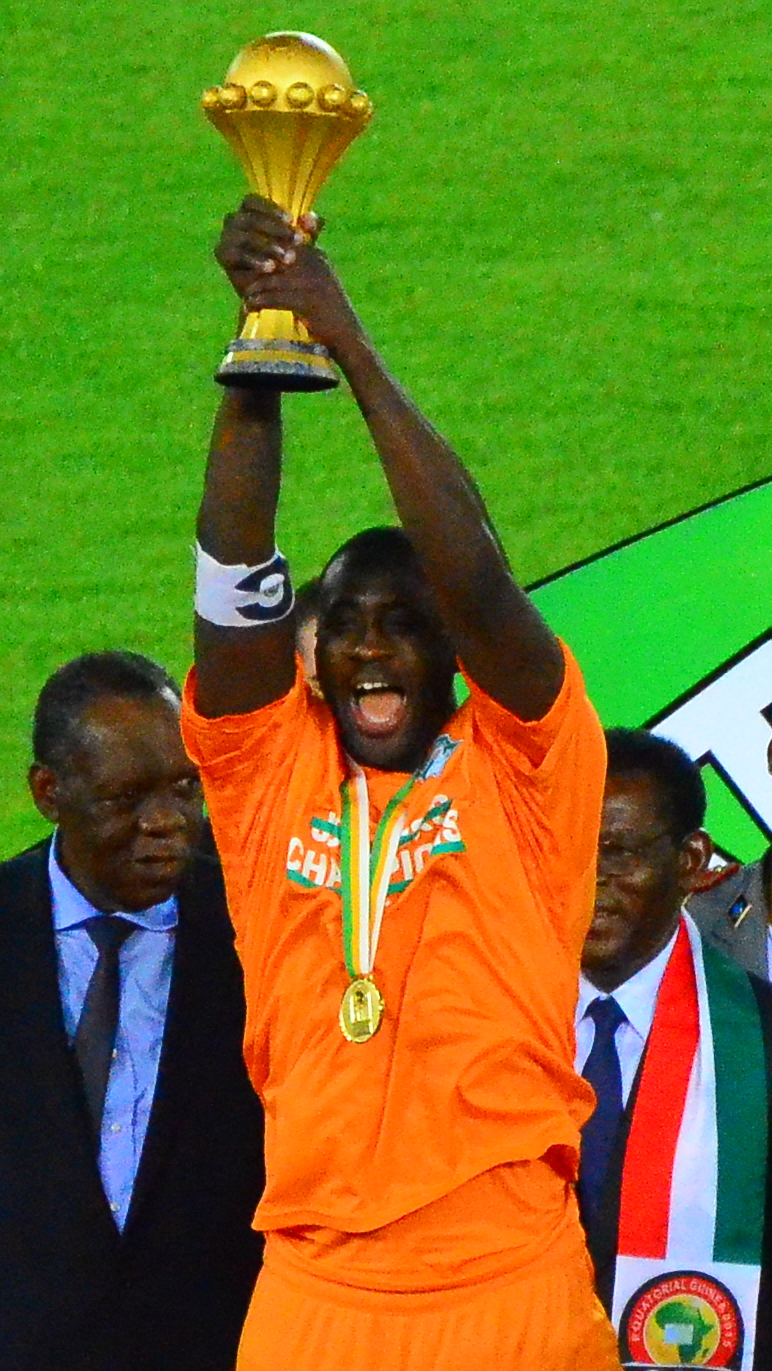
يحيى توريه يرفع كأس الأمم الأفريقية إثر تتويج منتخب ساحل العاج باللقب للمرة الثانية في 2015. يظهر وراه رئيس الكاف السابق عيسى حياتو.
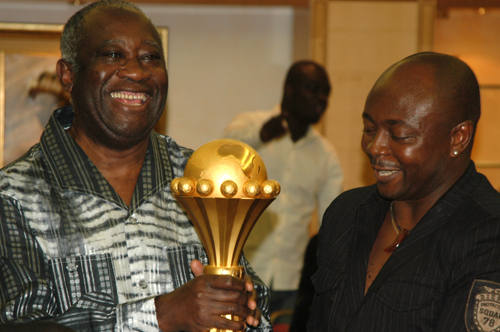
لوران غباغبو رئيس ساحل العاج (يسار) وعبيدي بيليه (يمين) لاعب المنتخب الغاني السابق يحملان كأس الأمم الأفريقية في 2007